# Vist Station
Vist Station (Vist stoppested) var en jernbanestation på Nordlandsbanen, der lå i landsbyen Vist i Steinkjer kommune i Norge.
Stationen indgik oprindeligt i planerne for Hell–Sunnanbanen, nu en del af Nordlandsbanen, og blev støttet af kommunalbestyrelsen i den daværende Sparbu kommune. 5. juni 1900 besluttede Stortinget imidlertid, at stationen ikke skulle bygges, men efterfølgende ombestemte de sig og sagde god for den 24. april 1901. Stationen åbnede så sammen med den sidste del af banen fra Levanger til Sunnan 15. november 1905. Den blev nedgraderet til trinbræt 1. oktober 1958 og nedlagt 27. maj 1990.
Stationsbygningen blev opført til åbningen i 1905 efter tegninger af Paul Armin Due. Bygningen havde ikke indbygget tjenestebolig i modsætning til mange andre stationsbygninger. Den blev revet ned i 1965.